# Ammien Marcellin
Vous lisez un « bon article » labellisé en 2018.
Ammien Marcellin (en latin, Ammianus Marcellinus), né vers 330 à Antioche-sur-l'Oronte et mort vers 395 (au plus tard en 400) probablement à Rome, est l'un des plus importants historiens de l'Antiquité tardive avec Procope de Césarée. Quoique d'origine grecque, il a écrit en latin et a été le dernier grand historien de l'Antiquité à utiliser cette langue. C'est aussi l'un des derniers auteurs païens d'importance.
Son œuvre principale, Res gestae, couvre la période de 96 à 378 ap. J.-C. Seule la partie correspondant aux années 353 à 378 a été conservée ; elle traite de la période où commencent les grandes invasions, qu'il vit comme militaire sous les empereurs Constance II et Julien. Partie la plus détaillée de l'œuvre, elle comprend dix-sept des trente et un livres des Res gestae originelles. Il s'efforce d'être objectif, bien que certaines de ses positions soient clairement exprimées. Il juge sévèrement le règne de Constance II, mais manifeste une grande admiration pour Julien. Son œuvre demeure une source essentielle pour comprendre le IVe siècle.

## L'Empire romain au temps d'Ammien Marcellin
À la naissance d'Ammien, Constantin Ier règne depuis de nombreuses années déjà sur l'Empire romain réunifié. Le contrôle des frontières est, de façon globale, assuré et, dans les derniers mois de sa vie, Constantin Ier prépare une campagne contre l'Empire perse des Sassanides, le grand rival de Rome au Proche-Orient ; sa mort, le 22 mai 337, l'empêche de réaliser ce projet.
L'Empire romain passe au cours du règne de Constantin Ier par une période de profonde mutation sur le plan religieux. Le christianisme, réprimé jusqu'alors, s'affirme de plus en plus et devient religion d'État sous Théodose Ier en 380. Le paganisme, terme recouvrant des croyances religieuses diverses allant du culte romain traditionnel aux différents courants du néoplatonisme, n'est plus pratiqué que par une minorité de gens de plus en plus réduite. L'Empire romain s'affirme de plus en plus comme chrétien, où l'empereur est considéré comme le vicaire de Dieu sur la terre. Le rapport du politique au religieux prend une signification nouvelle.

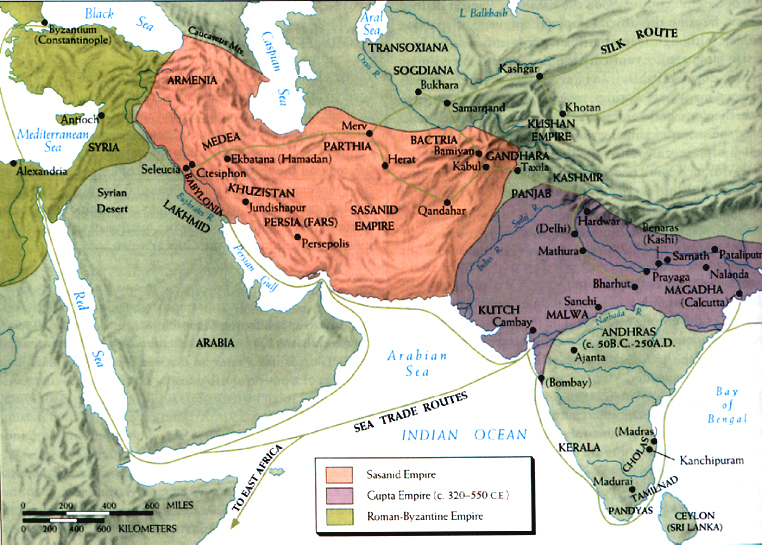
Les Empires sassanide et gupta au temps d'Ammien Marcellin.

Des problèmes d'un genre nouveau surgissent avec la christianisation progressive de l'État et de la société. La doctrine chrétienne n'étant pas encore totalement fixée, de nombreux schismes et hérésies éclatent, ces dernières portant surtout sur la nature du Christ, comme l'hérésie arienne. Au début du IVe siècle, à Alexandrie, le prêtre Arius professe que le Fils n'est pas l'égal du Père. L'arianisme, constitué de différents courants, se répand rapidement dans l'Est de l'empire alors qu'il est sévèrement condamné à l'Ouest. Différentes questions se rattachant à cette nature, notamment celle « de la » ou « des » énergie(s) enflamment  les théologiens et les différentes couches de la société. Constance II, seul empereur à partir de 353, doit tout au cours de son règne non seulement lutter contre le paganisme mais tenter de maintenir l'unité d'une Église confrontée au schisme donatien et à l'hérésie arienne,.
À la même époque, les pressions s'accentuent aux frontières. L'Est de l'empire est en état de guerre pratiquement permanent à partir de 337/338. Les Perses sassanides déferlent sans arrêt sur les provinces orientales de l'empire. À l'Ouest, des tribus germaniques envahissent le territoire. Le pouvoir impérial est déstabilisé par différents usurpateurs comme Magnence. L'empire survit, mais avec difficulté. Marcellin assiste à une bonne partie de ces événements, qu'il va inclure dans son œuvre, laissant ainsi à la postérité l'image d'un monde en mutation qui annonce la fin de l'Antiquité.

## Sa vie
La vie de Marcellin est mal connue, bien que certains détails puissent se déduire à partir de son œuvre, surtout sur la dernière partie appelant à un projet historiographique. Les historiens pensent qu'il naît vers 330 en Syrie, vraisemblablement à Antioche sur l'Oronte, une des villes les plus peuplées et les plus importantes de l'empire. Il est vraisemblablement issu d'une famille grecque fortunée et a manifestement reçu une excellente instruction. Il semble avoir une excellente connaissance des littératures grecque et latine. Encore jeune, Ammien devient officier dans l'armée et sert comme protector domesticus. À ce titre, il accompagne et protège son supérieur, chef de l'armée (magister militum), Ursicinus, lequel aurait été son protecteur et mécène,.

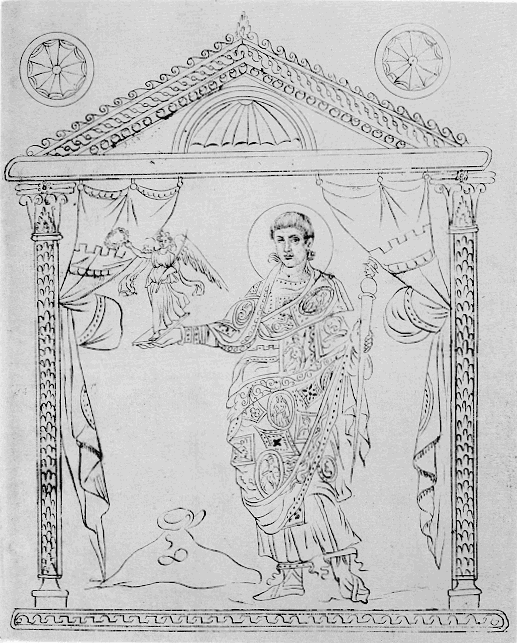
Portrait du césar Constantius Gallus, tiré du Chronographe de 354.

En 354, Ammien accompagne Ursicinus à Antioche où règnent le césar Constantius Gallus et sa femme Constantina. L'année suivante il participe à la mission devant mettre un terme à l'usurpation de Sylvain à Cologne. Jusqu'en 357, il suit Ursicinus en Gaule où Julien, un cousin de Constance II, porte le titre de César. Ammien en fait un héros de son Histoire, incorporée par la suite aux Res Gestae. Il part ensuite avec Ursicinus pour l'Orient où il combat contre le roi perse Shapur II. C'est pendant cette série de batailles que se situe pour Ammien un événement décisif : en 359, au cours de la deuxième série d'invasions perses contre Rome, Amida est prise, les Romains massacrés et Ammien ne s'échappe que de justesse. Il va tracer une description exhaustive du siège et de la prise d'Amida, description qui ne le cède en rien à celles des meilleurs historiens antiques et qui appartient aux portraits classiques de l'historiographie romaine. En 360, Ursicinus est renvoyé, mais Ammien demeure dans l'armée et prend part en 363 à la campagne de Julien en Perse qui se termine par une catastrophe.
En 363, après la mort de l'empereur Julien, Ammien quitte l'armée et voyage à travers la Grèce, la Thrace et l'Égypte. Il retourne à Rome en 380 qu'il doit quitter lors de l'expulsion des étrangers qui suit la famine de 383 ; il est de retour en 393 et jouit de la renommée que lui procure son œuvre, connue postérieurement sous le nom de Res Gestae, publiée l'année précédente. Les chercheurs savent, grâce à une lettre du rhéteur Libanios avec qui Ammien est peut-être en contact, que cette œuvre jouit d'un immense succès. Les historiens, pendant un temps, croient qu'Ammien est le correspondant de Libanios comme le font penser certains détails,. Les rumeurs qu'il ait été nommé au Sénat ne peuvent être confirmées. La date exacte de sa mort est incertaine. L'année 400 a été mentionnée comme l'hypothèse la plus tardive ; l'année 395 est assez probable.

## Son œuvre
Ammien est surtout connu pour son grand ouvrage, lacunaire aujourd'hui, les Res Gestae. Le titre, qui signifie « Les choses accomplies », n'est pas authentique, il fut appliqué par Priscien de Césarée. Le Codex Vaticanus donne le titre Rerum gestarum libri, même si une hypothèse indiquerait que le titre probable serait Rerum gestarum libri ab excessu Neruae.

### LesRes gestae
Res Gestae est une œuvre lacunaire, dont sont conservés uniquement les livres qui couvrent les années 353 à 378. Ils constituent la source la plus fiable et la plus importante concernant cette période.
L'ouvrage, connu sous le titre latin de Res Gestae (distinct de Res Gestae Divi Augusti), a été écrit après que l'historien s'est installé à Rome au début des années 380 et diffusé par le biais de lectures publiques au cours de la décennie suivante. Une partie des 31 livres qui forment l'œuvre est publiée en 391, les autres (à partir du livre XXVI) suivent, peut-être en 394. Dans son ouvrage, Ammien examine les événements de l'histoire de l'Empire romain depuis la mort de l'empereur Nerva en 98 jusqu'à la bataille d'Andrinople en 378. Dans l'intention de l'auteur, les Res Gestae devaient constituer la continuation des Histoires de Tacite, écrites environ trois siècles plus tôt.
Dans l'ensemble, l'ouvrage a été et est toujours considéré comme une œuvre d'une valeur historique et documentaire exceptionnelle et comme un compte rendu libre, complet et impartial des événements, écrit par un protagoniste doté d'une honnêteté intellectuelle, d'une préparation militaire, d'un jugement indépendant et d'une lecture approfondie.
Ammien, interprète attentif de son époque, a concentré son travail autour de la figure de l'empereur et des hauts dignitaires qui l'entourent : les fonctionnaires, les généraux, l'aristocratie.  Les Res gestae sont donc un mélange de biographies impériales et d'histoire de l'empire. Le récit chronologique de chaque règne suit une présentation concise de chaque empereur, à quoi s'ajoutent de nombreuses « digressions »  qui interrompent le récit pour donner au lecteur la toile de fond d’un sujet donné et où Ammien traite, entre autres sujets, de géographie (pas toujours sans erreur), d'ethnographie, d'histoire naturelle et de choses militaires. Les simples individus restent à l'arrière-plan et sont regardés avec distance. L'autorité des puissants est célébrée avec vénération lorsqu'ils s'abstiennent de s'opposer aux privilèges de l'aristocratie : elle reflète ici une société qui se dirige vers la disparition des classes moyennes et avec un peuple réduit au servage (structure qui sera caractéristique du haut Moyen Âge). La société représentée a des coutumes féodales barbares, où dominent la férocité, la violence, la mauvaise foi, les trahisons, la torture, les dénonciations, les conjurations de cour, les flatteries des puissants courtisans, les dénonciations des agentes in rebus ("agents en mission", le service d'espionnage). Chez Ammien, les hommes sont soumis à des pulsions irrationnelles et changeantes et tous les événements du monde sont sous la domination de l'irrationnel, du magique, du démoniaque, de la magie, de l'astrologie. Il accueille également dans son travail des doctrines allant du fatalisme au néoplatonisme.
Les livres qui restent se répartissent approximativement de la façon suivante :
- livres XIV-XVI : La chute de Constantius Gallus. La nomination de Julien comme César en Gaule et ses premiers succès ;
- livres XVII-XIX : Julien consolide la frontière du Rhin. En Orient, Constance II doit se battre contre les Perses ;
- livres XX-XXII : Julien est proclamé Auguste en Gaule. Développements jusqu'à la mort de Constance II, puis Julien seul empereur ;
- livres XXIII-XXV : Expédition contre les Perses et mort de Julien. Court règne et mort de Jovien ;
- livre XXVI : Valentinien Ier et Valens se partagent l'empire ;
- livres XXVII-XXX : Expéditions de Valentinien et mort de l'empereur ; règne de Valens en Orient ;
- livre XXXI : Les Goths, fuyant les Huns, s'installent dans l'Empire romain. Prise d’Andrinople.

Édition 1778 :
- [Marcellin 1778 (I)] Ammien Marcellin, ou Les dix-huit livres de son Histoire, qui nous sont restés, t. 1 : livre XIV à XIX, Lyon, impr.-libr. Jean-Marie Bruyset père & fils, 1778, 412 p. (lire en ligne).
- [Marcellin 1778 (II)] Ammien Marcellin, ou Les dix-huit livres de son Histoire, qui nous sont restés, t. 2 : livre XX à XXV, Lyon, impr.-libr. Jean-Marie Bruyset père & fils, 1778, 418 p. (lire en ligne).
- [Marcellin 1778 (III)] Ammien Marcellin, ou Les dix-huit livres de son Histoire, qui nous sont restés, t. 3 : livre XXVI à XXXI, Lyon, impr.-libr. Jean-Marie Bruyset père & fils, 1778, 413 p. (lire en ligne).

La perte des treize premiers livres prive la recherche d'une historiographie complète allant de la fin du Ier siècle jusqu'à la fin du IVe siècle ; néanmoins la valeur des livres conservés est inestimable. Constatant en effet un déséquilibre, 18 livres pour 25 années contre seulement 13 livres pour couvrir plus de deux siècles, des historiens spéculèrent sur l'existence d'une autre œuvre du même genre qu'aurait rédigée Ammien, indépendante, qui aurait couvert les règnes de Nerva à Constantin Ier. Cette hypothèse est rejetée par les plus récentes recherches, car cela donnerait une œuvre d'environ 50 livres dont la perte n'aurait pu passer inaperçue, et il est clair qu'Ammien, tout comme Tite-Live, Tacite et Zosime, amplifie le contenu historique quand il est contemporain des événements.

### Place de l'œuvre d'Ammien dans l'histoire politique et littéraire
En dépit de ses origines grecques, Ammien est essentiellement un Romain qui a à cœur l'unité de la culture gréco-romaine. Aussi Rome, comme symbole, tient une grande place dans son œuvre. Elle est l'incarnation de l'empire, lui-même à son tour garant de la civilisation gréco-romaine. Ammien vit à une période agitée, celle du déclenchement des grandes invasions que Rome tente de contenir jusqu'à la fin. À titre de soldat, il voit la pénétration sans cesse plus profonde de vagues de barbares et ne peut que constater que les frontières de l'empire sont incapables de résister aux assauts de l'ennemi. En conséquence, Ammien considère comme ennemis les Germains qui combattent aussi bien aux côtés de Rome que contre elle. En même temps son jugement sur son environnement n'est pas sans critiques. D'où ses commentaires acerbes et quelquefois remplis d'une ironie qui traduit ses doutes sur la situation à Rome. Wolfgang Seyfarth, qui a publié le texte de base, dit à ce sujet :

« Dans le spectacle qu'offre l'Histoire du monde, cette œuvre constitue un chant du cygne mémorable qui marque le déclin final du paganisme romain ainsi que des us et coutumes dont il était issu et des normes de société qui l'accompagnaient. Toutefois, ce déclin du paganisme romain ne marque pas sa disparition, car plusieurs de ses normes et traditions se retrouveront transformées dans la civilisation chrétienne. La chrétienté qui, au départ, avait constitué une force révolutionnaire contre l'Empire romain, deviendra progressivement et de façon toujours plus accentuée, le protecteur et l'interprète de ce qu'était l'identité romaine. »

Ammien entame sa carrière littéraire à Rome après 375 et lit son Histoire devant des sénateurs païens auprès desquels il connaît un succès certain. Pourtant, en dernière instance, il n'est pas un champion des dieux antiques comme le démontrent maintes de ses remarques critiques à l'endroit des nombreuses superstitions de son temps ou des sacrifices de Julien. Au moment où il termine son œuvre, Rome s'apprête à devenir l'Imperium Romanum Christianum, ce qui ne dérange manifestement pas Ammien qui décrit la vie de Julien comme un drame dont il ne cherche pas à cacher l'échec.

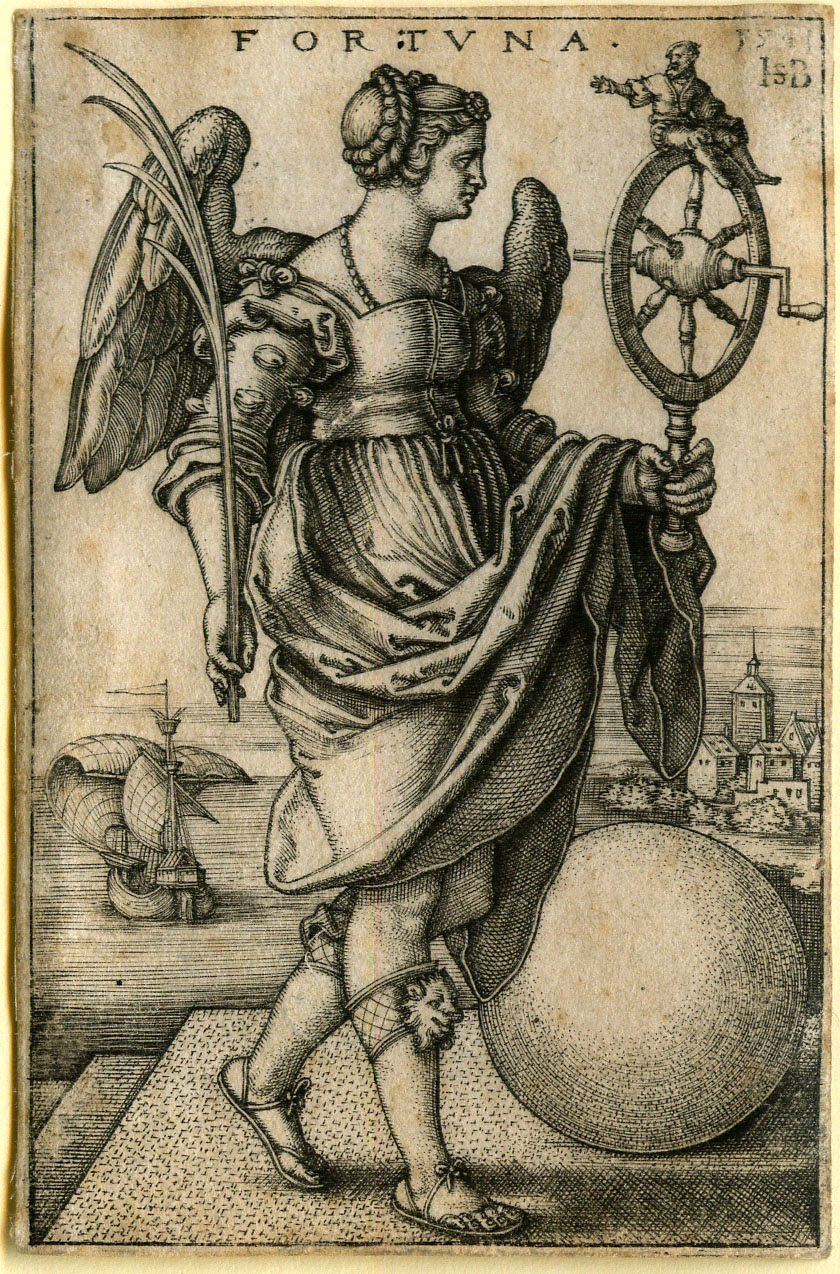
La déesse Fortuna et la roue de la fortune, d'après une gravure de Hans Sebald Beham (1500-1555).

Ammien est un païen modéré et monothéiste qui croit en la déesse du destin, Fortuna, qui fixe les portions de chance et de malchance de chacun. C'est pourquoi pour Ammien, Fortuna (le destin) et Virtus (la vertu, mais aussi la bravoure) vont de pair. L'œuvre est empreinte d'un sombre pessimisme quant à l'avenir, conservant l'espoir d'un temps meilleur sans s'abandonner au pessimisme . Si Ammien conclut son ouvrage avec le désastre d'Andrinople, nombre de ses remarques finales portent à croire qu'il n'estime pas tout perdu. Même s'il compare cette défaite à celle de Cannes, il sait également que celle-ci précède le triomphe de Rome. Comme alors, les choses sous le règne de Théodose Ier pendant lequel il écrit, semblent se stabiliser à nouveau ; la colère des dieux s'apaise pour le moment et il ne peut prévoir l'établissement des royaumes barbares sur le territoire de l'empire au Ve siècle.
Ammien a écrit son œuvre en latin, entre autres parce qu'il veut donner une suite à l'Histoire de Tacite. Toutefois, d'autres considérations peuvent aussi expliquer son choix. Le latin a de son temps réalisé beaucoup de progrès en Orient, alors que la connaissance du grec se perd en Occident depuis les premiers empereurs. Lui-même a appris le latin au plus tard lorsqu'il est entré à l'armée. La décision de publier en latin lui est peut-être imposée par le public auquel il s'adresse : de cette façon, il faut conclure que son héritage culturel est grec bien que sa loyauté aille à Rome. Enfin, il veut peut-être réconcilier le « public de l'Ouest » avec Julien, dont l'héritage est bien plus grec que romain.
À côté de l'œuvre de Procope de Césarée, qui lui aussi se veut Romain, quoiqu'il ait écrit en grec, et dont le centre de son univers est Constantinople et non plus Rome, celle d'Ammien constitue la meilleure source historiographique pour l'Antiquité tardive et peut se comparer avec les meilleurs ouvrages historiques que la période a laissés. Ceci apparaît en considérant que les autres œuvres historiques écrites après Tacite (du moins à partir des pages très fragmentaires qui sont parvenues jusqu'à aujourd'hui) sont très minces et en pratique remplacées à partir de Suétone par des œuvres biographiques. En effet, l'œuvre d'Ammien ne se compare qu'avec Les Césars d'Aurelius Victor ou avec le Bréviaire d'Eutrope, lesquels ont vécu avant Ammien et n'ont écrit que des condensés historiques. Il est probable d'ailleurs que les livres perdus des Res Gestae devaient ressembler à ces condensés contemporains, surnommés Breuiaria. Au contraire, la tradition de l'historiographie classique est avant tout liée à la culture grecque venant de la partie orientale de l'empire. Dion Cassius ou Dexippe (dont les œuvres sont en grande partie perdues) en sont les deux auteurs notables. Ce n'est pas une coïncidence si non seulement Ammien, mais aussi le plus important poète de l'Antiquité tardive, Claudien, sont originaires de l'Orient et y ont puisé leur inspiration. Les Res gestae d'Ammien représente la dernière œuvre historique d'importance de l'Antiquité. En effet, même si des historiens continuent à écrire en latin et maintiennent la tradition classique des Ve et VIe siècles, leurs œuvres sont perdues et les historiens ne peuvent dès lors se faire une idée de leur contenu (comme Sulpicius Alexander, Renatus Profuturus Frigeridus et Quintus Aurelius Memmius Symmachus).
Sur la base des liens avec l'œuvre de Tacite, quelques chercheurs ont avancé qu'Ammien se considère comme le successeur de ce dernier. Toutefois, il ne faudrait pas exagérer son influence. En effet, seule la période historique dont traite Ammien permet de faire une comparaison avec Tacite ; dans son œuvre même, Ammien paraît s'appuyer beaucoup plus sur d'autres auteurs. Dans sa présentation détaillée, John F. Matthews met en garde contre des jugements trop rapides ; selon lui, on pourrait, à côté de Thucydide et de Polybe dont l'influence dans les Res gestae est manifeste, citer Salluste, le premier historien important de Rome, comme source d'inspiration des descriptions d'Ammien. Petra Riedl a attiré l'attention, dans une étude comparative récente des ressemblances générales entre les œuvres de Tacite et d'Ammien dans le contexte de l'historiographie de l'Antiquité, sur le fait qu'Ammien retourne, après 250 ans, à la forme classique de l'historiographie romaine que représente Tacite. Enfin, si l'œuvre d'Ammien ne peut être comptée parmi les « histoires sénatoriales » au sens strict, il existe des liens avec ce genre.
L'œuvre d'Ammien est parsemée d'hellénismes, et souvent y transparaît le style littéraire de l'Antiquité tardive. Ammien forge également des agencements inhabituels de mots qui rendent parfois difficile la compréhension du texte. Ammien puise par là dans un langage littéraire latin établi et utilise dans sa prose un rythme très accentué (cursus planus, cursus tardus et cursus velox) qui laisse déjà entrevoir la prose littéraire du Moyen Âge.
En dehors de ces caractéristiques de style, Ammien écrit clairement, se limite à l'essentiel et utilise de nombreux exemples et anecdotes afin d'illustrer ses jugements. Frank Wittchow décrit sa technique narrative comme « une narration exemplaire » (Exemplarisches Erzählen). L'historien de l'Antiquité Roger Blckley écrit pour sa part que par leur nombre et leur étendue, les exemples utilisés par Ammien restent sans égal dans la littérature historique de l'Antiquité latine. Cela apparaît dans les livres consacrés à l'empereur Julien, où il met en évidence les qualités humaines de l'empereur. Ammien veut convaincre le lecteur par sa rhétorique, partager avec lui sa vision des choses, caractéristique typique de l'historiographie antique, sans pour autant mettre de côté sa responsabilité de transmettre la vérité. En même temps, les vertus attribuées à l'empereur devraient avoir une influence pédagogique sur le lecteur, Ammien étant persuadé que les défaillances des individus ont constitué la principale cause du déclin de l'empire. Il est aussi frappant qu'Ammien n'utilise qu'avec parcimonie les artifices de style si caractéristiques de l'historiographie antique, accentuant ainsi leur aspect esthétique. Cela peut se voir à partir des discours prononcés qui, malgré des vraisemblances, sont inauthentiques, créés par les historiens antiques selon le caractère oratoire du personnage et les circonstances ; les 14 livres des Res Gestae ne contiennent que treize discours (4 pour Constance, 7 pour Julien, 2 pour Valentinien). Dans son œuvre, il fait également constamment allusion à l'œuvre d'autres auteurs, démontrant ainsi l'étendue de ses connaissances et son intérêt pour un large éventail de sujets que ce soit en Histoire ou en Droit, ce qui transparaît également dans ses digressions. Sa grande érudition (il est familier de Platon, Cicéron, Tite-Live, Salluste et des principales œuvres de Tacite) de même que la grande diversité des sources qu'il utilise expliquent la variété que l'on retrouve dans ses descriptions. Également, il fait de nombreuses allusions à d'autres œuvres littéraires comme l'a démontré Gavin Kelly dans une analyse intertextuelle détaillée.

### Le rapport d'Ammien au christianisme et au paganisme
Quoique païen, Ammien considère le christianisme avec grande tolérance, car il reconnaît les valeurs morales et la compassion envers les pauvres dont il fait montre. En même temps, il n'hésite pas à en décrire les aspects moins positifs, comme la lutte pour la dignité pontificale entre Damase Ier et Ursinus. Contrairement à de nombreux autres historiens païens, il n'ignore pas l'Église, mais semble au contraire montrer un intérêt sincère pour la foi chrétienne. Occasionnellement, il affiche une « attitude monothéiste neutre ». Divers spécialistes comme Timothy Barnes interprètent plutôt négativement son attitude à l'endroit du christianisme. En ce qui concerne la mort de Julien, Ammien ne reproduit pas les descriptions de plusieurs auteurs païens selon lesquels l'empereur aurait été assassiné par un chrétien de son armée ; Ammien ne donne guère de place aux rumeurs. Aussi intéressante est l'opinion de Barnes concernant l'épisode rapporté par Ammien selon lequel l'évêque de la ville de Bezabde aurait montré aux Perses un point faible dans la défense de la ville. Ammien affirme n'accorder aucune foi aux rumeurs bien que, pour Barnes, il ne s'agisse là que d'un artifice de style visant à donner créance à la rumeur sans en prendre soi-même la responsabilité.
Globalement, il est très difficile de se faire une idée précise sur la position religieuse d'Ammien qui, en outre, s'intéresse à la philosophie. Dans l'Antiquité tardive, des « mouvements de balancier » ne sont pas rares et il n'existe pas nécessairement une distinction claire entre religion et philosophie.
Après son retour à Rome, Ammien a possiblement des contacts avec les cercles sénatoriaux païens, dont les représentants les plus influents, tel que mentionné plus haut, sont Nicomachus Flavianus et Quintus Aurelius Symmachus, de même que, jusqu'à sa mort, Vettius Agorius Praetextatus. Ces contacts, s'ils ont vraiment eu lieu, n'auraient été qu'indirects, des contacts directs étant peu vraisemblables. Certains chercheurs comme Alan Cameron nient tout contact entre Ammien et les cercles sénatoriaux de la ville. Il est possible qu'Ammien ait été incité, pendant son séjour à Rome, à écrire un ouvrage dont Julien aurait été le centre. Sur plusieurs points, il suit la tradition historiographique antique marquée par le paganisme. Une chose est certaine : Ammien n'est pas un zélateur religieux, mais prône la tolérance tant à l'endroit des chrétiens que des païens.

### Redécouverte
De son vivant, l'œuvre d'Ammien jouit d'une grande réputation, mais est peu utilisée par la suite, entre autres en raison de son style compliqué.
16 manuscrits médiévaux ont transmis les Res Gestae, deux datent du IXe siècle, les autres du XVe siècle. Seuls 11 manuscrits sont complets, avec les livres XIV à XXXI. Les Res gestae n'ont été redécouvertes qu'au début du XVe siècle.

## Évaluation
Porter un jugement sur l'historiographie antique selon les critères d'aujourd'hui serait lui faire tort, car pour les historiens de cette période l'étude critique des sources est une notion étrangère et il est rare que les historiens de l'époque citent leurs sources. Ils attachent plus d'importance à la qualité littéraire de leur prose et ils veulent partager leur vision des choses pour autant que le permet la vérité. Comme pour Constance II, Ammien montre peu de sympathie envers Jovien et Valens ; tous deux sont décrits de façon très négative, précisément pour accentuer le contraste avec la personnalité de Julien. La recherche moderne adopte du reste à l'endroit de Jovien une position fort différente de celle d'Ammien dans la présentation qu'il en fait dans les Res Gestae.
Bien que de façon générale Ammien s'avère un observateur attentif, ses « analyses » peuvent souvent refléter d'autres sources. L'écrivain britannique Edward Gibbon l'apprécie pour cette faculté. La vision des choses d'Ammien a souvent été décrite par la recherche contemporaine comme similaire à celles de Thucydide et de Polybe dans la foulée desquels il se situe. La plupart des chercheurs portent un jugement favorable sur les Res Gestae ; par exemple, Arnold Hugh Martin Jones écrit : « Ammien is also a great historian, a man of penetrating intelligence and of remarkable fairness. » Ronald Syme qui voit lui aussi en Ammien « l'héritier (littéraire) de Tacite » ou de façon générale John F. Matthews. À leur encontre, Timothy Barnes voit plutôt en Ammien un juge injuste que l'on devrait comparer non à Tacite mais à Thomas Babington Macaulay. Bien que le point de vue de Barnes ne corresponde pas à la communis opinio, il comporte toutefois des aspects intéressants. Même pour lui, l'intérêt d'Ammien est incontestable, sinon comme œuvre historique, du moins littéraire :

« Ammien a rejoint de façon permanente le groupe restreint des très grands historiens précisément parce que, comme l'histoire de l'Angleterre de Macaulay, ses Res Gestae déploient les pouvoirs créatifs et imaginatifs d'un romancier,. »

Même si certaines propositions de Barnes posent problèmes, ses doutes sur l'objectivité d'Ammien soulignent la multiplicité d'interprétations que l'on peut donner aux Res Gestae et à Ammien comme historien. L'un des grands connaisseurs de l'histoire de l'Antiquité, Arnaldo Momigliano, parle d'Ammien comme d'un « historien solitaire » (lonely historian), afin de marquer la place à part qu'il occupe de son époque. Toutefois, avec le recul du temps, Ammien demeure la source la plus fiable sur le IVe siècle. Là où s'interrompt son récit, les chercheurs doivent reconstruire le reste des décennies à partir de diverses sources, qui ne peuvent se comparer en qualité avec la sienne. Dans un dictionnaire spécialisé sur l'Antiquité tardive paru en 1999, l'article concernant Ammien présente la thèse que si celui-ci avait rédigé son œuvre en latin classique, il aurait pu être considéré comme le plus grand historien de Rome. Klaus Rosen, historien de l'Antiquité classique, est catégorique :

« Si nous n'avions pas la Res gestae, nos connaissances des événements qui, au IVe siècle, se sont déroulés au-delà de l’Orbis Romanus seraient bien moindres. Concernant les deux principaux rivaux de Rome, soit les Perses et les Germains, il n’existe aucune source aussi riche et aussi fiable que l'analyse de ce rapporteur. »

### Citations originales
1. ↑  (en) « Ammien has secured a permanent place in the select group of really great historians precisely because, like Macauley’s History of England (en), his Res Gestae exhibit the creative and imaginative powers of a novelist. »